# Joachim Kayser
Joachim Kayser († 1720 in Jever) war ein Orgelbauer, der ab 1674 bis zu seinem Tod in Jever wohnte und zahlreiche Orgeln in Ostfriesland, im Oldenburger Land und im Jeverland baute. Im Wesentlichen erhalten ist nur noch das bedeutende Instrument in der St. Sixtus und Sinicius Kirche in Hohenkirchen (1694).

## Leben
Geburtsjahr und Herkunft Kaysers sind unbekannt. Ob verwandtschaftliche Beziehungen zu zwei Orgelbauern mit demselben Familiennamen aus Celle bestehen, konnte bisher nicht geklärt werden. Ähnlich wie Valentin Ulrich Grotian geriet auch Kayser in Konflikt mit Arp Schnitger, der im Küstengebiet zwischen Hamburg und Groningen fast eine Monopolstellung innehatte und seine Orgelbauprivilegien auszubauen suchte, die er ab 1699 in den Grafschaften Oldenburg und Delmenhorst innehatte. Ein jahrelanger Rechtsstreit zog sich bis 1692 hin, als die Kirchengemeinde in Wittmund am 23. Juli 1684 mit Kayser einen Vertrag für einen Orgelneubau geschlossen hatte, dann aber doch Schnitger bevorzugte, der bereits wenige Wochen später eine neue Orgel lieferte. Ansonsten konnte Kayser sich aber in Orgellandschaft Ostfriesland und durch sein Privileg für das Jeverland vom 21. Juli 1699 durch Herzog Karl Wilhelm neben Schnitger behaupten.

## Werk
Kaysers Tätigkeit als Orgelbauer begann mit einem Auftrag an der Lambertikirche in Aurich, wo er 1674 einen Umbau der Orgel vornahm und 1675 ein Rückpositiv auf einem zweiten Manual hinzufügte. In Funnix schuf Kayser 1678 ein kleines Positiv, das später aber durch ein neues Werk von Johann Friedrich Constabel und Hinrich Just Müller (1760–1762) ersetzt wurde. Möglicherweise baute Kayser in Bingum eine neue Orgel (1683). In Waddewarden (1679), Blexen (1684–85), Schortens (1686), Westerstede (1685–87) und Eilsum (1709–1710) sind von seinen Neubauten nur noch die prächtigen Prospekte zu bewundern. In Schortens hatte Kayser Material aus der 1676 durch einen Turmeinsturz zerstörten Vorgängerorgel (1640) verwendet. Das Instrument in Westerstede verfügte über 22 Register und ein selbstständiges Pedal. Jürgen Ahrend rekonstruierte den gesamten Pfeifenbestand des Innenwerks auf höchstem Niveau, sodass die ursprüngliche Klangpracht wieder erahnt werden kann. In Hohenkirchen baute Kayser 1694 ein zweimanualiges Instrument mit angehängtem Pedal, das er 1699 um ein selbstständiges Pedalwerk erweiterte. Während der Grundbestand dieses wertvollen Instruments noch original erhalten ist, wurden die Aliquot- und Zungenregister sowie das komplette Brustwerk später ersetzt. Die Firma Alfred Führer stellte 1974 den ursprünglichen Zustand von 1699 wieder her. Da die alten Prospektpfeifen im 19. Jh. nur stillgelegt, aber glücklicherweise nicht beseitigt wurden, konnte anhand der Einschnitte eine modifiziert mitteltönige Temperatur ermittelt werden. Obwohl alles aus einer Hand stammt, ist der äußere Aufbau durch die Ergänzung der Pedaltürme und den Aufsatz auf dem Mittelturm des Hauptwerks kurios. Im Juli 2007 entstand durch Vandalismus beträchtlicher Sachschaden, als ein Unbekannter mehrere Orgelpfeifen zertrümmerte. Von Kaysers Umbau der Orgel in Larrelt (1709–11) zeugen nur noch einige Pfeifen, während von den Neubauten in Ditzum (1703–1704), Fedderwarden (1702–04) und Heppens (1703) nichts erhalten ist. Eine einzige Orgel in der Provinz Groningen hat er in Farmsum gebaut. Bezeugt sind Reparaturen Kaysers an u. a. den Orgeln Rysum (1680–1681), Reepsholt (1681), Berne (1690), Jade (1699), Riepe (1706), in der Lambertikirche in Aurich (1707–1710), Petkum (1707), Oldersum (1708–1709), Engerhafe (1715), Greetsiel (1716), Eilsum (1717–1718).

## Werke
Die Größe der Instrumente wird in der fünften Spalte durch die Anzahl der Manuale und die Anzahl der klingenden Register in der sechsten Spalte angezeigt. Ein großes „P“ steht für ein selbstständiges Pedal, ein kleines „p“ für ein angehängtes Pedal. Eine Kursivierung zeigt an, dass die betreffende Orgel nicht mehr erhalten oder lediglich der Prospekt erhalten ist.
| Jahr      | Ort          | Kirche                     | Bild | Manuale | Register | Bemerkungen |
| --------- | ------------ | -------------------------- | ---- | ------- | -------- | --- |
| 1674–1675 | Aurich       | Lambertikirche             |      | II/P    |          | Umbau und Erweiterung um ein Rückpositiv; nicht erhalten |
| 1678      | Funnix       | St. Florian                |      | I       | 7        | Neubau eines Positivs, nicht erhalten |
| 1680–1681 | Rysum        | Rysumer Kirche             |      | I       | 7        | Reparatur der → Orgel |
| 1681      | Reepsholt    | St. Mauritius              |      | II/p    | 16       | Reparatur; nicht erhalten |
| 1683      | Bingum       | Matthäikirche              |      |         |          | Neubau durch Kayser? (ungesichert); 1851 ersetzt |
| 1684–1685 | Blexen       | St. Hippolyt               |      | II/p    | 18       | Prospekt erhalten |
| 1686      | Schortens    | Stephans-Kirche            |      | I/p     | 7        | ein weiteres Register war zum Ausbau vorbereitet; Prospekt und 4 Register erhalten; Bälge der Vorgängerorgel (1640) wiederverwendet, die 1676 bei dem Einsturz des Turms zerstört wurden |
| 1685–1687 | Westerstede  | St.-Petri-Kirche           |      | II/P    | 22       | Prospekt erhalten; 1971 Pfeifenwerk von Jürgen Ahrend rekonstruiert und Rückpositiv ergänzt                                                                                              |
| 1696      | Farmsum (NL) | Hervormde Kerk             |      |         | 17       | Neubau; nicht erhalten |
| 1697      | Waddewarden  | St.-Johannes-Kirche        |      | II/p    | 16       | Prospekt erhalten |
| 1694–1699 | Hohenkirchen | St. Sixtus und Sinicius    |      | II/P    | 21       | Neubau; neun Register erhalten; 1974 Rest von Alfred Führer rekonstruiert |
| 1703      | Heppens      | Heppenser Kirche           |      |         |          | Neubau; nicht erhalten |
| 1702–1704 | Fedderwarden | St.-Stephanus-Kirche       |      | I/p     | 8        | Neubau; nicht erhalten |
| 1703–1704 | Ditzum       | Ditzumer Kirche            |      | II      |          | Neubau; nicht erhalten |
| 1706      | Riepe        | Riepster Kirche            |      | I       | 7        | Reparatur; nicht erhalten |
| 1707      | Petkum       | St.-Antonius-Kirche        |      | II/p    | 14       | Reparatur der Orgel von Valentin Ulrich Grotian (1699) |
| 1709–1710 | Eilsum       | Eilsumer Kirche            |      |         | 13       | Neubau; nur der Prospekt erhalten; 1717-1718 Reparatur durch Kayser |
| 1709–1711 | Larrelt      | Larrelter Kirche           |      | I/p     | 10       | Umbau der Orgel von Johannes Millensis (1619), in umgebauter Form erhalten → Orgel |
| 1715      | Engerhafe    | Kirche Johannes der Täufer |      |         |          | Reparatur; nicht erhalten |
| 1716      | Greetsiel    | Greetsieler Kirche         |      | I/p     | 9        | Reparatur; nicht erhalten |